# Гоголевский, Игнаций
Игнаций Гоголевский (пол. Ignacy Gogolewski; 17 июня 1931, Цеханув, Мазовецкое воеводство — 15 мая 2022, Варшава) — польский актёр театра, кино, радио и телевидения, также актёр озвучивания, директор театров, театральный режиссёр, кинорежиссёр и сценарист.

## Биография
Игнаций Гоголевский родился в Цехануве. Актёрское образование получил в Государственной высшей театральной школе в Варшаве (теперь Театральная академия им. А. Зельверовича), которую окончил в 1953 году. Дебютировал в театре в 1954 в Варшаве. Актёр варшавских театров, директор театров в Варшаве и Люблине. Выступал в спектаклях «театра телевидения» с 1957 года и в радиопередачах «театра Польского радио» (поль.). Руководил Силезским театром имени Станислава Выспянского в Катовицах, театром имени Юлиуша Остервы в Люблине и театром разнообразия в Варшаве. В 2005—2006 годах Гоголевский был председателем САСП.
Скончался 15 мая 2022 года.

## Избранная фильмография

### актёр
- 1953 — Три повести / Trzy opowieści
- 1953 — Трудная любовь / Trudna miłość
- 1955 — Волшебный велосипед / Zaczarowany rower
- 1956 — Прощание с дьяволом / Pożegnanie z diabłem
- 1957 — Король Матиуш I / Król Maciuś I
- 1958 — Солдат королевы Мадагаскара / Żołnierz królowej Madagaskaru
- 1958 — Послесвадебная ночь / Noc poślubna
- 1961 — Сегодня ночью погибнет город / Dziś w nocy umrze miasto
- 1962 — Девушка из хорошей семьи / Dziewczyna z dobrego domu
- 1963 — Мансарда / Mansarda
- 1965 — Выстрел / Wystrzał
- 1967 — Йовита / Jowita
- 1967 — Ставка больше, чем жизнь / Stawka większa niż życie (только в 5-й серии)
- 1968 — Графиня Коссель / Hrabina Cosel
- 1968 — Одиночество вдвоем / Samotność we dwoje
- 1969 — Ведомство / Urząd
- 1970 — Романтики / Romantyczni
- 1971 — Болеслав Смелый / Bolesław Śmiały
- 1972 — Мужики (телесериал) / Chłopi — Антоний Борына
- 1973 — Мужики (фильм) / Chłopi — Антоний Борына
- 1977 — Солдаты свободы
- 1980 — Встреча в Атлантике / Spotkanie na Atlantyku
- 1980 — Потому что я помешался для неё / Bo oszalałem dla niej
- 1983 — Магические огни / Magiczne ognie
- 1983 — Дом святого Казимира / Dom świętego Kazimierza
- 1986 — Комедианты со вчерашней улицы / Komedianci z wczorajszej ulicy
- 2001 — Чёрный пляж / La plage noire
- 2001 — Одна июньская ночь / Noc czerwcowa

### режиссёр
- 1978 — Роман Терезы Хеннерт / Romans Teresy Hennert
- 1983 — Дом святого Казимира / Dom świętego Kazimierza

### сценарист
- 1978 — Роман Терезы Хеннерт / Romans Teresy Hennert

### озвучивание
- польские документальные фильмы 1967—2008 гг.
- польский дубляж: Вверх, Ведьмина гора, Леди и Бродяга

## Признание
- 1962 — Награда «Комитета в дела радио и телевидение» за роли в спектаклях «театра Польского радио».
- 1964 — Государственная премия ПНР 2-й степени.
- 1964 — Кавалерский крест Ордена Возрождения Польши.
- 1964 — Награда «Комитета в дела радио и телевидение» за радио- и телевизионное творчество.
- 1964 — Офицерский крест Ордена Возрождения Польши.
- 1967 — Нагрудный знак 1000-летия польского государства.
- 1969 — Награда «Комитета в дела радио и телевидение» за роль в спектакле «театра телевидения».
- 1974 — Медаль «30-летие Народной Польши».
- 1977 — Награда председателя «Комитета в дела радио и телевидение» 1-й степени для режиссёра «театра телевидения».
- 1983 — Награда председателя «Комитета в дела радио и телевидение» 1-й степени для актёра «театра телевидения».
- 1984 — Командорский крест Ордена Возрождения Польши.
- 1984 — Медаль «40-летие Народной Польши».
- 1999 — Командорский крест со звездой Ордена Возрождения Польши.
- 2008 — «Splendor Splendorów» — специальный приз «Польского радио».